# 296
296 је била преступна година.

## Догађаји
- Цезар Гај Аурелије Валерије Диоклецијан  и Гај Флавије Валерије Констанције Цезар - конзули Царства.
- Констанцијеви генерали су преузели контролу над Британијом.
- Поћињу Римско-персијски ратови.
- Нарзес почиње рат са Римом и Јерменијом. Диоклецијан је отишао у Африку и поверио вођење рата Галерију. У бици између Калиника и Харана, Галерија је поразио Нарзес.
- Узурпатор Ахил је проглашен за цара у Александрији под именом Луције Домиције Домицијан.
- Свети Марцелин је изабран за епископа Рима, након смрти папе Каја.
- Тибетанци и западни Хуни (у Хексију) су се побунили. Тибетанци су одмах поражени и изгубили су свог вођу, који је заробљен.
- Галерије је освојио персијску престоницу Ктесифон. Према каснијем мировном споразуму, одустао је од Ктесифона и заузврат добио Јерменију

## Дани сећања
- Папе Кај - римски епископ